# Кадук бурий
Кадук бурий (Epinecrophylla fulviventris) — вид горобцеподібних птахів родини сорокушових (Thamnophilidae). Мешкає в Центральній і Південній Америці.

## Опис

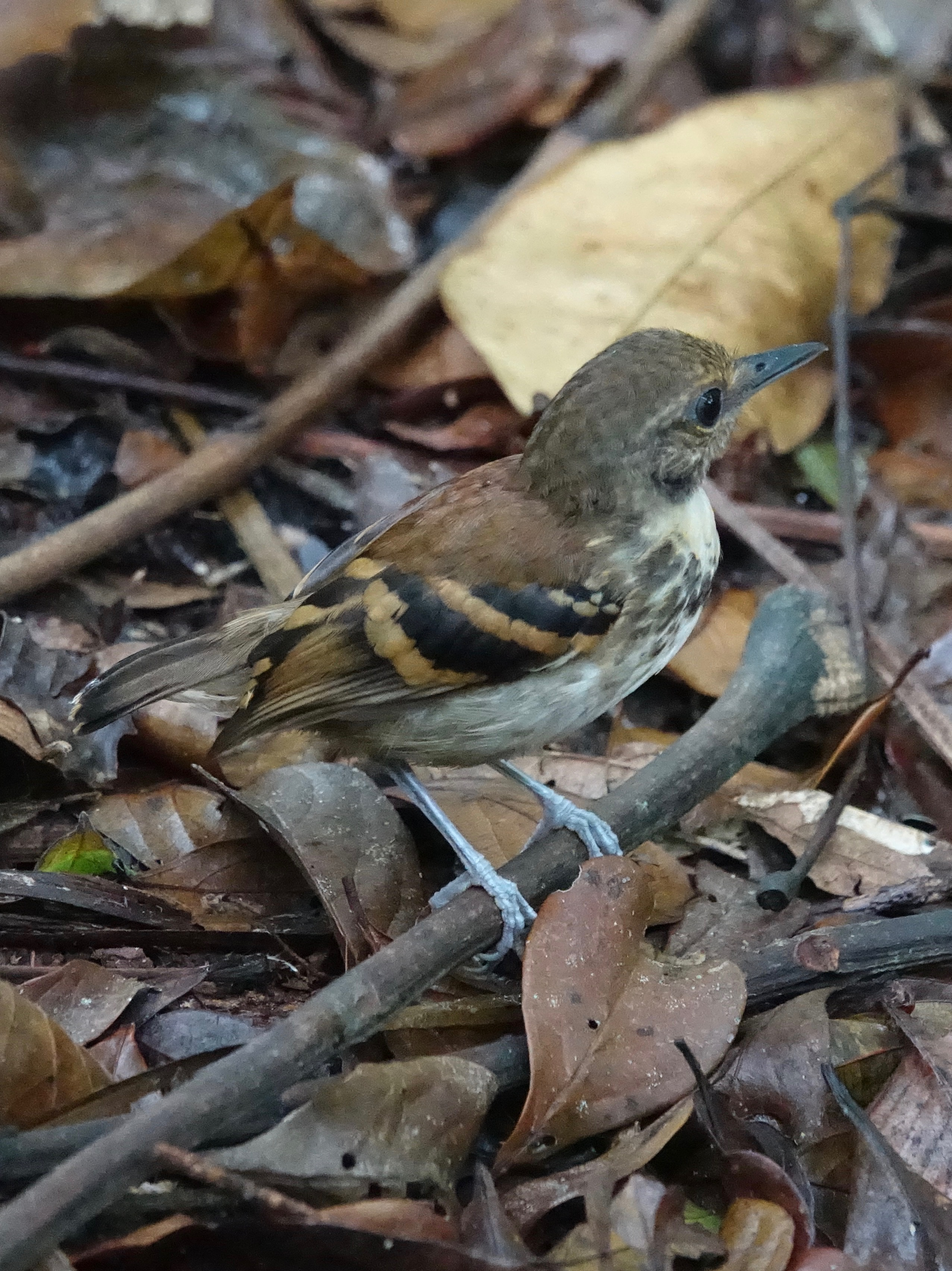
Бурий кадук

Довжина птаха становить 10 см, вага 10,5 г. Верхня частина тіла оливково-коричнева, нижня частина тіла світло-коричнева, крила чорнуваті з охристими краями. У самців горло чорнувате, сильно поцятковане білими плямами, груди сіруваті, скроні темні. У самиць горло і центральна частина грудей охристі. Молоді птахи мають більш яскраве, рудувате забарвлення, смуги на крилах у них менш чіткі, нижня частина тіла поцятковані блідими смугами. Голос — пронизливий, тонкий писк, спів — гучний "цек-цек-цек-цек".

## Поширення і екологія
Бурі кадуки мешкають на крайньому південному сході Гондурасу, сході Нікарагуа і Коста-Рики, в Панамі, західній і центральній Колумбії та західному Еквадорі (на південь до Ель-Оро). Вони живуть в підліску вологих рівнинних і гірських тропічних лісів. Зустрічаються парами або невеликими зграйками, на висоті до 2000 м над рівнем моря, переважно на висоті до 1100 м над рівнем моря. Часто приєднуються до змішаних зграй птахів. Живляться комахами і павуками, їх яйцями і личинками, яких шукають серед пожухлого листя, епіфітів і ліан. Гніздо мішечкоподібне, глибиною 15 см, робиться з рослинних волокон і сухого листя, підвішується до тонкої гілки, на висоті до 2 м над землею. В кладці 2 лілових або рудувато-коричневих, поцяткованих білими плямками яйця. Насиджують і самиці, і самці.